# Peter Kaack
Peter Kaack (* 28. April 1941 in Kleinkummerfeld; † 31. Juli 2025) war ein deutscher Fußballspieler. Er absolvierte zwischen 1963 und 1973 insgesamt 299 Bundesligaspiele für Eintracht Braunschweig.

## Karriere
Peter Kaack begann in der Jugend beim TSV Gadeland und wechselte dann zum ETSV Gut Heil Neumünster. Dort spielte er auch noch im Landesligateam der Herren, ehe er 1961 zum VfR Neumünster wechselte. Bei einem Omnibusunfall erlitt er einen Schlüsselbeinbruch, wodurch er die letzten sechs Spieltage der Saison ausfiel.
Er absolvierte von 1961 bis 1963 in der Oberliga Nord 48 Ligaspiele (ein Treffer) für den VfR Neumünster und wechselte 1963 zu Eintracht Braunschweig in die neu gegründete Fußball-Bundesliga. Gleich am 1. Spieltag der ersten Bundesligasaison kam er beim 1:1 gegen den TSV 1860 München zum Einsatz. Er wurde sofort Stammspieler und bestritt im ersten Jahr 27 Partien. In dieser Saison kam er zudem bei vier Junioren-Länderspielen für den DFB zum Einsatz. Auch sein erstes Tor erzielte er gleich in der Premierensaison am 12. Spieltag gegen den 1. FC Kaiserslautern zum 1:2-Endstand. In den folgenden Spielzeiten konnte er seinen Platz in der Abwehr der Braunschweiger Löwen behaupten und hatte dann auch großen Anteil an dem sensationellen Gewinn der deutschen Meisterschaft in der Saison 1966/67.
In der Europapokalsaison 1967/68 durften die Braunschweiger als Meister des Vorjahres am Europapokal der Landesmeister teilnehmen. Kaack kam in den beiden Achtelfinalspielen gegen SK Rapid Wien zum Einsatz und stand auch im Viertelfinale gegen Juventus Turin auf dem Platz. Beim 3:2-Heimsieg schoss Kaack drei Treffer – zwei davon waren jedoch tragischerweise Eigentore. Schon nach 12 Minuten prallte ein Schuss des Italieners Giuseppe Favalli von Kaacks Schienbein ins eigene Tor. Kurz danach machte der Unglücksrabe seinen Fehler mit einem Distanzschuss zum 1:1 zwar wieder wett, doch gegen Ende der Partie prallte der Ball erneut von Kaacks Schienbein unglücklich ins eigene Netz. Nach der knappen 0:1-Niederlage im Rückspiel, das durch einen Elfmeter kurz vor Spielschluss entschieden wurde, kam es zu einem Entscheidungsspiel in Bern, das die Braunschweiger erneut mit 0:1 verloren und damit ausschieden.
Auch in der Bundesliga traf Kaack danach noch zweimal ins eigene Tor – am 12. Dezember 1969 zum 0:2-Endstand gegen Hertha BSC und am 20. Januar 1973 beim 2:2 im Auswärtsspiel gegen den VfL Bochum. 1971 wurde er im Zuge der Aufdeckung des Bundesliga-Skandals zu einer Geldstrafe in Höhe von 4.400 DM verurteilt. In der Saison 1971/72 absolvierte er fünf Partien im UEFA-Pokal, scheiterte allerdings mit seinem Team im Achtelfinale an Ferencváros Budapest.
Insgesamt bestritt Kaack für Eintracht Braunschweig 299 Bundesligaspiele, bei denen er zwei Tore erzielte. Er war von 1972 bis 1973 Bundesliga-Rekordspieler, ehe er 1974 von Sepp Maier übertroffen wurde. Hinzu kamen 22 Einsätze im DFB-Pokal sowie zehn im Europapokal. 1973 kehrte er zum VfR Neumünster zurück, für den er noch bis 1979 spielte.
Nach dem Karriereende war er für die Sportartikelfirma Adidas tätig. Später lebte Peter Kaack in Kiel.

## Erfolge
- Deutscher Meister 1967